# Jan Václav Stamic
Jan Václav Antonín Stamic (Havlíčkův Brod, 18. lipnja 1717. – Mannheim, 27. ožujka 1757.) bio je češki skladatelj i violinist, jedan od značajnijih skladatelja klasicizma i reformator klasične simfonije. 
Tijekom svog kasnijeg boravka u Mannheimu, Stamic je bio poznat po germaniziranom obliku imena, Johann Wenzel Anton Stamitz. Danas se Stamica smatra osnivačem Mannheimske škole, čiji su članovi, iako osjetno manje važni, bili i njegovi sinovi Carl i Anton. Iako ga se danas uglavnom smatra klasicističkim skladateljem, Stamic je zapravio jedan od skladatelja koji je označio prijelaz iz baroka u klasicizam. 
Stamicova obitelj potječe iz Maribora u Sloveniji, iako je rođen u češkom mjestu Havlíčkův Brod 1717. godine. Nakon jedne akademske godine, Stamic napušta Sveučilište u Pragu kako bi se posvetio sviranju violine. 
Stamic je najpoznatiji po svojim simfonijama i orkestralnim djelima, međutim u povijesti klasične glazbe ostat će zapamćen po reformi klasične simfonije. Osim što je proširio orkestar, Stamic je uveo četverodijelnu strukturu simfonije (brzi stavak - spori stavak - menuet i trio - presto ili prestissimo) u standardnu uporabu. Iako se primjeri četverodijelnih simfonija mogu naći i prije Stamica, on je bio prvi koji ju je konzistentno koristio u svojim djelima. Značajan je i po doprinosu razvoju sonatne forme. 